# Schwenower Forst
Das Naturschutzgebiet Schwenower Forst liegt auf dem Gebiet der Stadt Storkow (Mark) und der Gemeinde Tauche im Landkreis Oder-Spree in Brandenburg.
Das Gebiet mit der Kenn-Nummer 1541 wurde mit Verordnung vom 8. September 2004 unter Naturschutz gestellt. Das rund 751 Hektar ha große Naturschutzgebiet, in dem der 58 ha große Grubensee, der 24,7 ha große Schwenowsee und der 13 ha große Drobschsee liegen, erstreckt sich nördlich und nordwestlich von Kossenblatt, einem Ortsteil der Gemeinde Tauche. Am westlichen und nördlichen Rand des Gebietes verläuft die Landesstraße L 42, am südöstlichen Rand und südlich fließt die Spree.